# 卡齊米日三世 (格涅夫科沃)
卡齊米日三世（波蘭語：Kazimierz III gniewkowski，約1382年—1345年8月22日），格涅夫科沃公爵，伊諾弗羅茨瓦夫公爵謝莫米斯烏的幼子

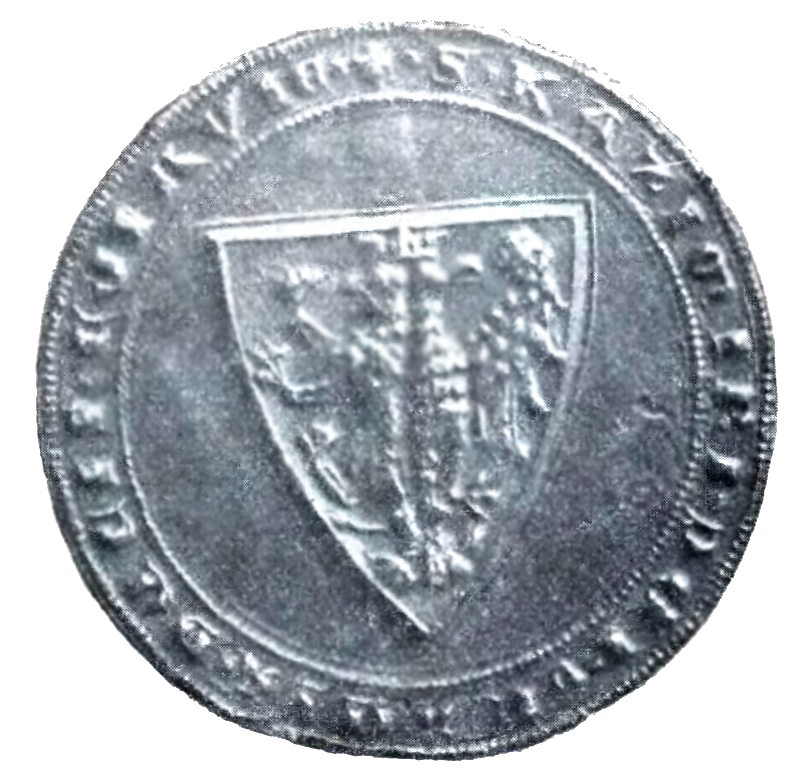
卡齊米日三世的印章

## 子女
卡齊米日三世共有1子1女：
1. 艾爾茲別塔（英语：Elizabeth of Kuyavia）（約1320年—1345年）
2. 瓦迪斯瓦夫（約1330年—1388年）